# Thure Bergentz
Thure Bergentz (født 26. april 1892 i Hannäs i Östergötlands län, død 5. maj 1965 i Stockholm) var en svensk arkitekt og byplanlægger, der fra 1929 var ansat hos stadsarkitekten Albert Lilienberg.

## Biografi
Thure Bergentz var søn af Gustaf Carleson Bergentz og Jenny Andersdotter, og han giftede sig i 1924 med Margareta Brolin (født 1903), datter af direktør Elof Brolin og Ingeborg Wall.
Thure Bergentz gik på Katedralskolen i Linköping og på Stockholms Samgymnasium, hvorefter han læste videre og fik sin uddannelse på Kungliga Tekniska högskolan i Stockholm fra 1913-1916. Han gennemgik oplæring på Kungliga Akademien för de fria konsterna i Stockholm i perioden 1918-1920. Ligesom Albert Lilienberg var han stærkt påvirket af den østrigske arkitekt Camillo Sitte's (1843-1903) byplanlægning, der forkastede tidligere byplanlægningsidealer, hvor snorlige lange alléer og promenader i bybilledet erstattedes af havebyens naturtilpassede byplaner med "det lukkede rum".
I årene 1916-1920 var Thure Bergentz ansat hos arkitekt og professor Erik Lallerstedt. Fra 1920 til 1926 var han arkitekt ved Stockholms byplanlægningsråd og fra 1925 arkitekt ved Byggnadsstyrelsen. I årene 1926-1930 var han amtsarkitekt i Blekinge län, Kalmar län og Kronobergs län, og fra 1930 var han arkitekt ved Stockholms kommuns byggeafdeling. Han var desuden drivkraften bag jubilæumsudstillingen i Karlskrona i 1931.

## Karriere
Allerede i begyndelsen af 1920'erne kom Bergentz til byggeafdelingen i Stockholm, hvor han i fællesskab med den ledende stadsarkitekt Albert Lilienberg kom til at stå bag en række byplaner for Stockholms nye forstæder og boligområder. I begyndelsen af 1920'erne havde han samarbejdet med sin personlige ven Axel Dahlberg, ejendomsadministrator i Stockholms kommun, om udformningen af Brommas havebyer, et samarbejde der fortsatte i mange år fremover. Bergentz stod ligeledes bag lokalplanen for stockholmer-bydelen Alvik fra 1922.
I 1922-1924 tegnede Thure Bergentz 20 standardvillaer til opførelse i Smedslätten. Disse typehuse tilhørte det såkaldte AB Industribostäders Patentsystem, der var et ingeniørfirma, der fabrikerede huse af standardiserede og samlebåndsforarbejdede materialer. Det var "AB Träkols præfabrikerede beboelsesejendomme i henhold til AB Industribostäders Patentsystem", der blev fremstillet af AB Träkol i Vansbro i Dalarna. AB Träkol begyndte at producere og sælge systemet i 1920, og AB Industribostäder stod bag patentsystemet til træhuse. På store arealer i Stockholms havebyer fik AB Träkol bygget deres huse i tæt samarbejde med Stockholms kommun, Ejendomskontoret i Stockholm og Rådhusets byggeafdeling. I 1922 gik omkring 30 af kommunens embedsmænd sammen i en særlig forening for at bygge tjenesteboliger til sig selv i Smedslätten i løbet af perioden. Selvbyggeri var et nyt koncept i 1920'erne.
Thure Bergentz var arkitekt på en villa på Bergviksvägen 37 i bydelen Smedslätten i Bromma, der i 1922 blev opført til hans gode ven Axel Dahlberg. Ejeren af villaen var Dahlberg selv, og han lod den opføre i træ med AB Träkol i Vansbro som entreprenør. AB Träkol var et savværk i Vansbro, og deres salgschef Erik Eriksson, boede i midten af 1920'erne på Urbergsvägen 16 i Ålsten i Bromma, og hans hus var dermed ét af de første, der blev sat op. Villaens areal var cirka 110 kvadratmeter og grundarealet 890 kvadratmeter. Huset bestod af 6 værelser, 2 entréer, et pigekammer og et køkken. Axel Dahlbergs villa var en del af Smedslättens 20 huse.
Også Forssjö Trävaru AB uden for Katrineholm fremstillede huse i henhold til patentsystemet, og virksomheden gik sammen med AB Industribostäders Pantentsystem ved Göteborg-udstillingen i 1923 og fremviste blandt andet huse og modeller. Få år senere, i 1926, lykkedes det Axel Dahlberg at overtale kommunens politikere til at godkende hans forslag om selvbyggeriet af 200 énfamiliehuse henholdsvis i Olovslund og i Pungpinan i Stockholm-kvarteret Skarpnäcks gård. I foråret 1927 gik selvbyggeriet i Olovslund i gang, og den næste leder af ejendomsadministrationen, arkitekt Edvin Engström, tegnede nogle nye typehusvarianter, mens Axel Dahlberg ledede virksomheden som arbejdsleder.
Forslaget om en byplan for Norra Ängby blev præsenteret i 1930 og blev underskrevet af stadsarkitekt Albert Lilienberg og arkitekt Thure Bergentz, efterfulgt af byplaner for Traneberg og Midsommarkransen, Södra Ängby og Västertorp m.fl.
Ved udformningen af byplanen for Södra Ängby var Bergentz i stand til fuldt ud at anvende havebyens planidéer. I havebyens ånd kunne gader, veje og grunde let tilpasse sig det kuperede terræn og bevare det meste af den eksisterende vegetation, som bestod af fjeldskov. For at minimere anlægsomkostningerne for gader og rørledninger måtte Thure Bergentz, der arbejdede under Albert Lilienberg, opgive det mere ortodokse funktionalistiske byplanlægningsideal, der fokuserede på anlæg i rette vinkler.